# Brassói Szász Iparosegylet
A Brassói Szász Iparosegylet (németül: Kronstädter Sächsischer Gewerbeverein) 1841-ben alakult, hogy segítse a kisiparosok munkáját. 1858-ban épült és 1902-ben felújított egykori székházában ma múzeumok működnek.

## Története
A 19. században a gazdasági liberalizmus és a kereskedelem fellendülése negatívan befolyásolta az erdélyi kisipart. Ennek megmentésére a szász elit több erdélyi városban iparosegyleteket (Gewerbeverein) létesített: 1840-ben megalakult a nagyszebeni, 1841-ben a brassói, 1844-ben a besztercei és a medgyesi, 1847-ben a segesvári egylet. Ezek tanfolyamok és képzések szervezésével tökéletesítették a kisiparosok munkáját, hitelt nyújtottak nekik korszerű műhelyek berendezéséhez, és erősítették a szakmai, szociális, kulturális kapcsolatokat.
A Brassói Szász Iparosegylet létrehozását indítványozó bizottság tagja volt többek között Johann Gött nyomdász is, aki 1870–1883 között az egyesület elnökeként, 1876–1879 között pedig Brassó polgármestereként tevékenykedett. A bizottság egy másik tagja Peter Traugott Lange volt, aki a Kronstädter Allgemeine Sparkasse alapítását is indítványozta. Az egyletnek minden mester fokozattal rendelkező iparos és művész tagja lehetett, nemzetiségi és vallási hovatartozásra való tekintet nélkül, feltéve ha elfogadta és betartotta a szabályzatot.
A Gewerbeverein tevékenysége ellenére a mesteremberek nem tudtak versenyezni a nagyipari termeléssel és kereskedelemmel. Míg 1841-ben 1208 kisiparos volt Brassóban, 1878-ban már csak 829, és a hagyományos mesterségek fokozatosan kihaltak.

## A székház épülete
A székház 1858-ban épült a várfalak előtt, a későbbi Rezső körúton (ma Bd. Eroilor 21. szám). 1902-ben felújították; homlokzata neobarokk elemeket kapott, hogy illeszkedjen az utcaképbe. A tervet kidolgozó építész egyes források szerint Moritz Wagner, mások szerint Neugeboren. Egy időben vendéglő is működött itt.
Az épület számos összejövetelnek, kiállításnak, és fontos közéleti eseménynek adott helyet. 1903-ban megrendezték az inasok és segédek kiállítását, melyen négyszáznál is több kiállító vett részt, és 2000 korona értékű díjakat osztottak ki. 1927-ben a brassói, háromszéki, és csíki mezőgazdasági kamara mezőgazdasági kiállítást szervezett.
1969–1970-ben átrendezték, majd itt rendezték be a helyi szépművészeti és néprajzi múzeumot.